# Luiz dos Santos Luz
Luiz dos Santos Luz (Porto Alegre, 29 de novembre de 1909 - Porto Alegre, 27 d'agost de 1989) fou un jugador de futbol brasiler de les dècades de 1920 i 1920.

## Trajectòria
Com a jugador passà tota la dècada de 1920 al club Americano de la ciutat de Porto Alegre. El 1931 marxà a l'Uruguai, on defensà els colors groc i negre de CA Peñarol fins al 1934. Els darrers anys de la seva carrera futbolística els passà al Grêmio de Porto Alegre. Fou internacional amb la selecció del Brasil, participant en el Mundial d'Itàlia 1934.

## Palmarès
Americano-RS
- Campionat gaúcho: 1928

Grêmio
- Campionat de la ciutat de Porto Alegre: 1937, 1938, 1939